# أنتوني جنكينز
أنتوني جنكينز (بالإنجليزية: Anthony Jenkins)‏ هو لاعب كرة قدم أمريكية أمريكي، ولد في 29 نوفمبر 1967.

## وصلات خارجية
- أنتوني جنكينز على موقعبيزبول رفرنس.كوم (الدوري الثانوي) (الإنجليزية)